# Bondehus
 Denne artikel omhandler overvejende eller alene danske forhold. Hjælp gerne med at gøre artiklen mere almen.
Et bondehus er bymenneskers betegnelse for en fritliggende bolig i landlige omgivelser. Det let nedsættende begreb henviser i reglen til boliger, beregnet for gårdsæder, husmænd eller landarbejdere. Husene var i sagens natur ofte små og opført i billige materialer, som kunne skaffes uden de store fremstillings- eller transportomkostninger. Frem til dannelsen af de mange, små teglværker i 1920'erne og 1930'erne var landbohusene oftest opført i bindingsværk og med stråtag.
Boliger, der er knyttet til landbrugets produktionsbygninger hedder stuehuse.